# Erdgasbus
Der Begriff Erdgasbus ist stellvertretend für Linienbusse, die mit Erdgas angetrieben werden. 

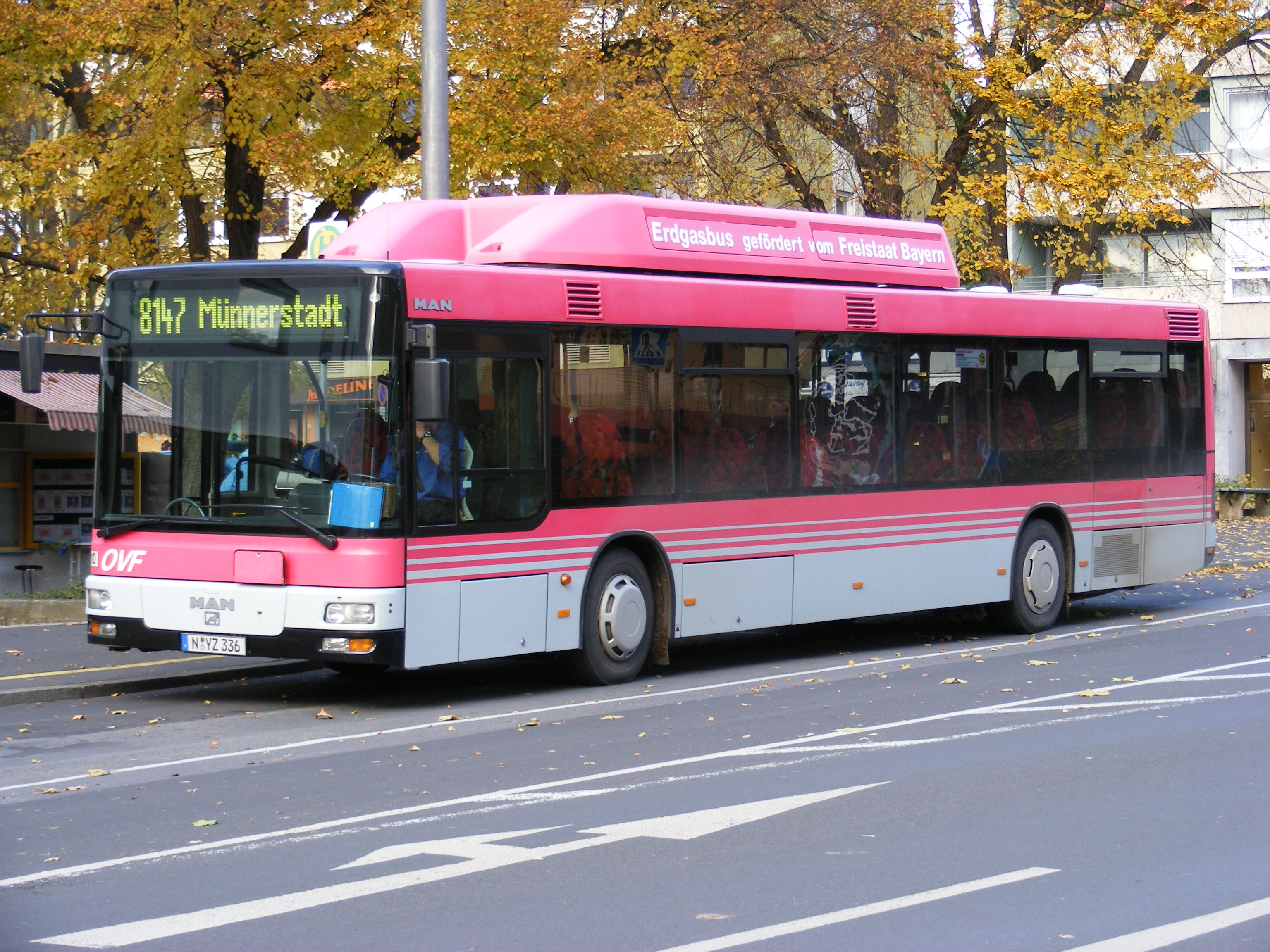
MAN-Low-Entry-Erdgasbus

Der Erfolg im Linienverkehr stellte sich ein, nachdem die Basler Verkehrs-Betriebe 1995 mit der Inbetriebnahme von zwölf Gasbussen der Reihe Mercedes-Benz O 405 N2 CNG ein Pilotprojekt gestartet hatten. Eine Zeit lang entschieden sich viele ländliche und städtische Busbetriebe für Erdgasbusse, die inzwischen von verschiedenen Fahrzeugherstellern produziert werden. Äußerlich erkennt man die Wagen am leiseren Motorengeräusch und am Erdgasbehälter auf dem Dach. Aufgrund dieser abgerundeten Kiste wurde der erste Gasbus der Stadt Basel auf den Namen „Quasimodo“ getauft. Bernmobil will bis spätestens 2025 keine Gasbusse mehr fahren, welche eine Zeit lang auch mit Biogas betrieben wurden und durch Elektro- und Hybridbusse ersetzt werden sollen.